# Constantin G. Peșacov
Constantin G. Peșacov a fost un politician român din secolul al XIX-lea, membru fondator al Partidului Național Liberal din România, la 24 mai 1875.